# سالینینو (تگزاس)
سالینینو (به انگلیسی: Salineño) یک منطقهٔ مسکونی در ایالات متحده آمریکا است که در شهرستان استار، تگزاس واقع شده‌است. سالینینو ۲۰۱ نفر جمعیت دارد و ۶۷ متر بالاتر از سطح دریا واقع شده‌است.